# 小山田岳
小山田 岳（おやまだ たけし、1989年4月22日 - ）は、日本のラグビーユニオン選手。

## プロフィール
- 京都府出身[1]。
- ポジションはフランカー(FL)。
- 身長 182cm、体重 99kg
- ニックネームはたけ。

## 来歴
ラグビーを始めたきっかけは中学のラグビー部顧問に誘われたことから。
2008年、伏見工業高校卒業後、帝京大学に入る。なお伏見工業高校時代、高校日本代表に選ばれたことがある。また帝京大学時代の同級生には伊藤拓巳、大出憲司、權正赫、滑川剛人、白隆尚、森田佳寿、吉田康平らがいる。
2012年、帝京大学卒業後、豊田自動織機シャトルズに加入。同年10月21日に行われたトップウェストA第2節のHonda Heat戦に途中出場で公式戦初出場を果たした。
2018年、豊田自動織機シャトルズを退団した。